# メリマン・ハリス
メリマン・コルバート・ハリス（Merriman Colbert Harris、1846年7月9日 - 1921年5月8日）は、アメリカ・メソジスト監督教会宣教師で、自身で「アメリカ生まれの日本人」と称し、明治期の日本人クリスチャンに大きな影響を与えた人物。内村鑑三、新渡戸稲造、河辺貞吉、佐藤昌介、大島正健らに洗礼を授けた宣教師としても有名。

## 生涯
オハイオ州出身。南北戦争時には北軍に従軍する。戦争後、アレゲニー大学を卒業して、フローラ・ベスト（Flora Lydia Best）と結婚する。明治6年（1873年）米国美以教会宣教師として妻とともに来日した。明治7年（1874年）1月函館に行き、キリスト教を伝え在函館アメリカ合衆国領事も兼ねた。来日前、護身用に人から贈られた短銃を海に投じて省みなかったというが、実際函館ではハリスの赴任後の8月に同地のドイツ領事ルートヴィヒ・ハーバーを秋田藩の国粋者・田崎秀親が斬殺する事件も起きた。函館美以教会を設立。
1877年4月にウィリアム・スミス・クラークが、ハリスに札幌農学校一期生の信仰的指導を仰いだ。1877年9月2日、クラーク門下の札幌農学校第1期生佐藤昌介、大島正健ら15人に洗礼を授け、続いて1878年6月2日に第2期生の内村鑑三、新渡戸稲造、宮部金吾らの7名にも洗礼を授けた。1882年に妻の病気治療のためにやむなく日本を離れたが、メソジスト監督教会の太平洋ハワイ方面の宣教師として働いた。
1896年、中田重治が渡米した時に、中田をサンフランシスコ港で出迎え、伝道の協力を依頼した。しかし、中田は辞退してシカゴに行く。
アメリカ合衆国で笹尾鉄三郎、河辺貞吉、松岡洋右などの、太平洋沿岸の日本人を信仰に導いた。それらは、「ちいさき群」と呼ばれる。日本人排斥問題に際しては危険を冒して日本人信者のために尽くした。同地の日本人からはハリスは父、妻フローラは母と称せられた。
明治37年（1904年）、日本及び朝鮮の宣教監督に挙げられ再び来日し、死に至るまで親日であった。妻フローラは文藻があり、『土佐日記』を訳した。讃美歌作家でもあり、讃美歌343番『こよなき恵みの』を作詞したり、詩集も出版している。フローラは1909年に日本で夫に先立って逝った。大正5年（1916年）勲二等に叙せられた。
1919年、フローラの姪に当たるエリザベス・ベスト（Elizabeth Best）と再婚し、2人は青山学院構内に新築されたハリス館に住んだ。
1921年5月8日に75歳でハリス館で死去した。その遺骨は妻と共に青山墓地に埋葬された。

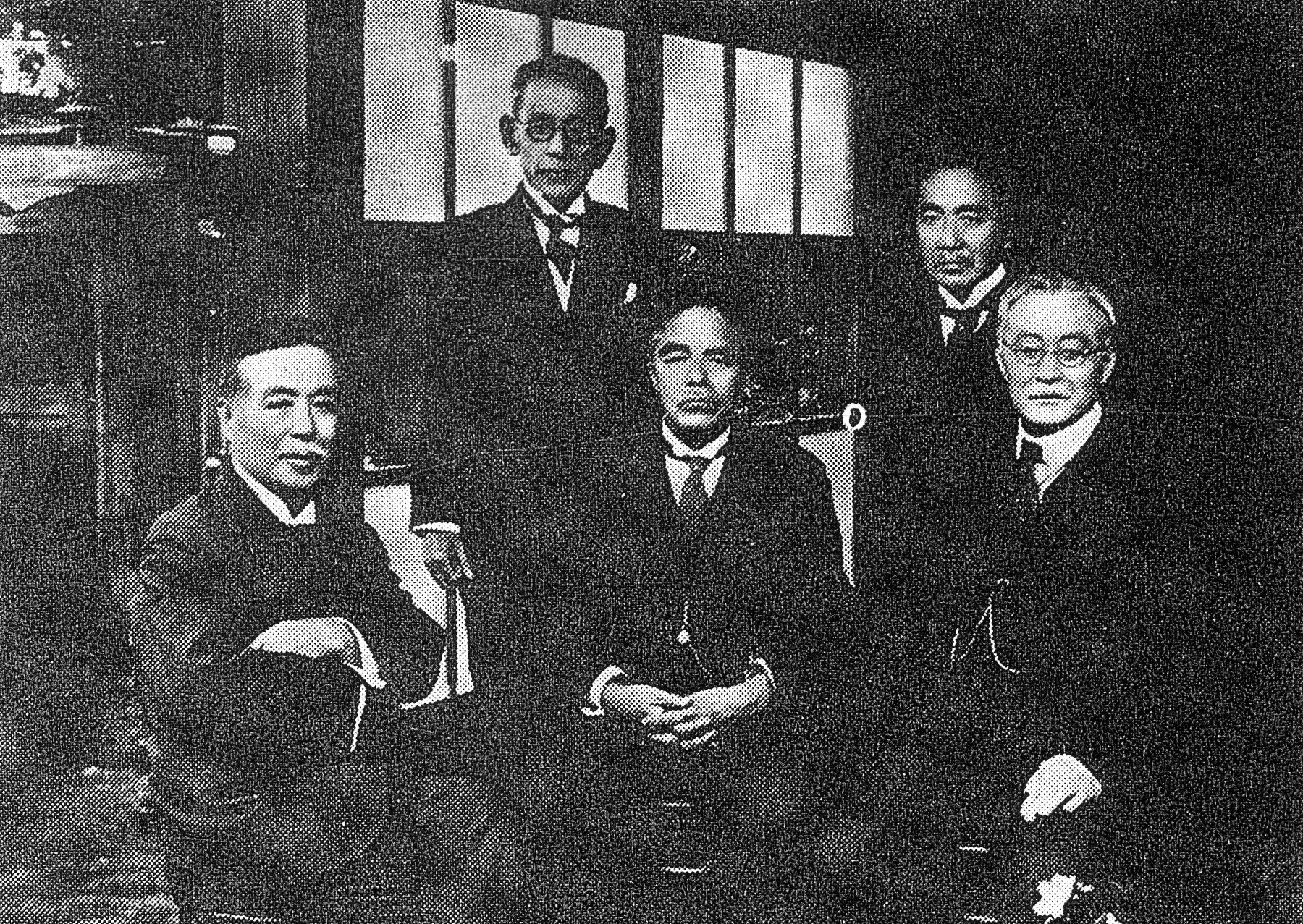
札幌農学校時代のハリス教え子たち（広井勇、内村鑑三、新渡戸稲造、伊藤一隆、大島正健)による墓参り。1928年

## 逸話
- 来日するときに友人から護身用の拳銃を渡されたが、「日本人のために命を捨てる覚悟だから不要」といって拳銃を海に捨てた[4]。
- 「私はアメリカで生まれた日本人ですから。」というのが口癖だった。